# Козинка (Бєлгородська область)
Кози́нка (рос. Козинка) — село у Грайворонському районі Бєлгородської області Російської Федерації.
Населення становить 1097 осіб. Входить до складу муніципального утворення Грайворонський міський округ. Було знищено російським бомбардуванням у березні 2024 року.

## Історія
Населений пункт розташований у східній частині української суцільної етнічної території — східній Слобожанщині.
Згідно із законом від 20 грудня 2004 року № 159 від 1 січня 2006 року до квітня 2018 року органом місцевого самоврядування було Козинське сільське поселення.

### Російське вторгнення в Україну (2022)
22 травня 2023 року під час російсько-української війни підрозділи Легіону «Свобода Росії» та Російського добровольчого корпусу заявили про зайняття населеного пункту.
17 березня 2024 року Сибірський батальйон та Російський добровольчий корпус повторили рейд та підняли свої прапори над селом.
18 червня 2025 року українська тактична авіація завдала бомбового удару по скупченню живої сили противника в селищі Козинка на території Бєлгородської області. Для знищення російської піхоти, яка перебувала у будівлі, використали винищувач МіГ-29, озброєний двома високоточними авіабомбами AASM Hammer.

## Населення
| 2002 | 2010  |
| ---- | ----- |
| 1231 | ↘1097 |